# Patagioenas caribaea
Patagioenas caribaea là một loài chim trong họ Columbidae.